# Ricardo López y López
Ricardo López y López (Soria, 1844-Soria, 1894) fue un periodista, político y escritor español.

## Biografía
Nació en Soria el 7 de febrero de 1844. Redactor del periódico científíco madrileño El Ancora Profesional (1863-1861), estuvo afiliado al partido republicano y desempeñó importantes cargos administrativos. Fue redactor de La Discusión y El Pueblo, director de El Porvenir y fundador de La Revancha, además de corresponsal de numerosos periódicos americanos. Secretario del Gobierno Civil de Soria a raíz de la revolución de 1868, ocupó igual puesto después en Alicante y Sevilla. En 1872 fue nombrado gobernador de Teruel. Reelegido para el cargo a petición de la provincia en 1873, fue después promovido a la Secretaría del Gobierno de Madrid. Fue autor de algunas obras dramáticas, como La conjuración de Soria, además de una historia de Costa Rica y alguna novela, tanto por sí solo como en colaboración con otros escritores. Al hacerse efectiva la Restauración borbónica, acompañó a Ruiz Zorrilla al exilio. Falleció en Soria el 3 de marzo de 1894 y fue enterrado en el cementerio del Espino.